# 袁誉柏
袁誉柏（1956年5月—)，湖北省公安县人。中国人民解放军海军上将。中共第十九届中央委员。

## 生平
1968年9月至1972年6月，就讀於湖北省公安縣第二中學初、高中部。1974年至1976年2月，參加湖北省公安縣基本路線教育工作隊任專職隊員。
1976年2月，參加中國人民解放軍。3月入學中国人民解放军海军潜艇学院，進行基礎訓練、接受7個月专門訓練。1977年1月，學院畢業後，配屬青島潛艇基地第11艇員隊。1978年至1981年，青島潛艇學院學習。1981年，任青島潛艇基地艇員隊魚雷長。1982年，任青島潛艇基地司令部魚雷業務長。同年、同基地繼續擔任實習副艇長、就任某潛艇副艇長。1990年2月，任青島潛艇基地某潜艇艇長。
2003年12月，任中國人民解放軍海軍潛艇第一基地參謀長。2007年6月，任同基地司令員。2010年10月，任北海艦隊參謀長、北海艦隊黨委常委會委員。2013年7月，任"112編隊"任務部隊指揮員、北海艦隊副司令員。2014年7月，任濟南軍區副司令員兼北海艦隊第15任司令員。2016年1月，任新建立的中国人民解放军北部战区副司令员兼首任北部战区海军司令员。
2017年1月，任中国人民解放军南部战区司令员，為首位担任战区司令员的海军将领。2018年2月24日，当选为第十三届全国人大代表。2021年6月到龄退役。
2008年7月，晋升为海軍少將。2015年7月，晋升为海军中将。2019年7月，晋升为海军上将。
2021年8月20日，第十三届全国人大常委会第三十次会议任命袁誉柏为全国人民代表大会社会建设委员会副主任委员。

## 外部連結
- 袁誉柏_百度百科

| 中国人民解放军职务 | 中国人民解放军职务                               | 中国人民解放军职务 |
| ------------------ | ------------------------------------------------ | ------------------ |
| 前任： 王教成      | 中国人民解放军南部战区司令员 2017年1月-2021年6月 | 繼任： 王秀斌      |
| 前任： 邱延鹏      | 中国人民解放军北海舰队司令员 2014年7月-2017年1月 | 繼任： 张文旦      |